# TREACHERY
『TREACHERY』（トレチュアリー）は、EARTHSHAKERの8枚目のオリジナル・アルバム。

## 概要
プロデューサーとして、西平彰が参加した。
自身初のシーケンサーサウンドを取り入れており、ラフ＆ヘヴィ路線となっている。
2013年にタワーレコード限定で再発売した。

## 収録曲
（全作詞：西田昌史）
1. TREACHERY
  - 作曲：西田昌史
2. FROM MAINSTREET
  - 作曲：西田昌史
3. 走り抜けた夜の数だけ
  - 作曲：石原慎一郎
4. 12月
  - 作曲：西田昌史
5. MEMORIES AND REALITY
  - 作曲：永川敏郎
6. BAYSIDE MOON
  - 作曲：西田昌史
7. CRIMINAL
  - 作曲：永川敏郎
8. 泣きたくて
  - 作曲：永川敏郎
9. end
  - 作曲：西田昌史
10. DEAR LOOSE WOMAN
  - 作曲：石原慎一郎
11. すべて忘れても
  - 作曲：西田昌史